# Cornwerdermolen
De Cornwerdermolen (Fries: Koarnwertermûne) is een poldermolen ten zuidoosten van het Friese dorp Cornwerd en aan de rand van de buurtschap Sotterum, dat in de Nederlandse gemeente Súdwest-Fryslân ligt.

## Beschrijving
De Cornwerdermolen, die aan de Kornwerdervaart staat, werd in 1907 gebouwd voor de bemaling van het Waterschap Cornwerd. Deze polder was het resultaat van de samenvoeging van vijf kleinere polders. De bouw van de Cornwerdermolen maakte de vijf molens die deze tot dan toe hadden bemalen overbodig: ze werden daarom gesloopt. Vanwege het peilverschil tussen de twee gebieden die de Cornwerdermolen moest bemalen, werd hij uitgerust met twee vijzels, waarvan er een na samenvoeging van de polders werd verwijderd.
Nadat een zware storm in de nacht van 12 op 13 november 1972 ernstige schade aan de Cornwerdermolen had veroorzaakt, kreeg de vijzel van de molen elektrische aandrijving. De molen werd niet hersteld en raakte in verval, totdat hij in 1999 werd gerestaureerd. Hij is sindsdien weer maalvaardig en regelmatig op vrijwillige basis in bedrijf. De roeden zijn voorzien van zelfzwichting.
De Cornwerdermolen is eigendom van Stichting Waterschapserfgoed.